# مک‌لارن ام‌سی‌ال۳۴
مک‌لارن ام‌سی‌ال۳۴ (انگلیسی: McLaren MCL34) یک خودروی مسابقه‌ای فرمول یک است که جهت شرکت در مسابقات فرمول یک قهرمانی جهان فصل ۲۰۱۹ توسط مک‌لارن طراحی و ساخته‌شده‌است. این خودرو توسط کارلوس ساینز جونیور، که پس از جدایی از تیم فرمول یک رنو اسپورت به تیم مک‌لارن پیوست، و لاندو نوریس، دارندهٔ مقام دوم در مسابقات فرمول ۲ فصل ۲۰۱۸ رانده می‌شود. پس از اینکه فرناندو آلونسو و اشتوفل واندورن در پایان فصل ۲۰۱۸ مک‌لارن را ترک کردند، ساینز و نوریس جایگزین این دو راننده شدند. قدرت پیشران خودروی ام‌سی‌ال۳۴ توسط یک موتور رنو به‌نام رنو ئی-تک ۱۹ تأمین می‌شود. این خودرو که برای اولین بار در گراند پری ۲۰۱۹ استرالیا رونمایی شد، در مقایسه با مدل پیشین خود یعنی ام‌سی‌ال۳۳ به‌عنوان یک پیشرفت شناخته می‌شود و معمولاً در مراحل تعیین خط و مسابقات پس از خودروهای سه تیم پیشتاز مسابقات یعنی مرسدس، فراری و رد بول، بهترین عملکرد را در میان سایر تیم‌ها ارائه می‌کند.

## طراحی و توسعه

### تیم طراحی
تیم گاس و مت موریس در پایان فصل ۲۰۱۸ مک‌لارن را ترک کردند، اما پیتر پرودرومو در سمت خود به‌عنوان مهندس ارشد آیرودینامیک باقی ماند. پت فرای که پیش از این از سال ۱۹۹۳ تا قبل از پیوستنش به اسکودریا فراری در سال ۲۰۱۰ برای تیم مک‌لارن کار کرده‌بود، در فصل ۲۰۱۹ به‌عنوان مدیر فنی به این تیم بازگشت. علاوه بر این، مک‌لارن جیمز کی را از اسکودریا تورو روسو به استخدام خود درآورد تا روند توسعهٔ خودروی ام‌سی‌ال۳۴ در طول فصل را بهبود ببخشد.

## نتایج کامل در فرمول یک
(کلید) (مسابقاتی که به‌صورت پررنگ نوشته شده‌اند نشانگر پول پوزیشن، و مسابقاتی که به‌صورت ایتالیک نوشته شده‌اند نشانگر سریع‌ترین دور هستند)
| سال  | شرکت‌کننده           | موتور        | تایر | رانندگان            | گراند پری | گراند پری | گراند پری | گراند پری | گراند پری | گراند پری | گراند پری | گراند پری | گراند پری | گراند پری | گراند پری | گراند پری | گراند پری | گراند پری | گراند پری | گراند پری | گراند پری | گراند پری | گراند پری | گراند پری | گراند پری | امتیاز | قهرمانی سازندگان |
| سال  | شرکت‌کننده           | موتور        | تایر | رانندگان            | استرالیا  | بحرین     | چین       | آذربایجان | اسپانیا   | موناکو    | کانادا    | فرانسه    | اتریش     | بریتانیا  | آلمان     | مجارستان  | بلژیک     | ایتالیا   | سنگاپور   | روسیه     | ژاپن      | مکزیک     | آمریکا    | برزیل     | ابوظبی    | امتیاز | قهرمانی سازندگان |
| ---- | ------------------- | ------------ | ---- | ------------------- | --------- | --------- | --------- | --------- | --------- | --------- | --------- | --------- | --------- | --------- | --------- | --------- | --------- | --------- | --------- | --------- | --------- | --------- | --------- | --------- | --------- | ------ | ---------------- |
| ۲۰۱۹ | تیم فرمول یک مک‌لارن | رنو ئی-تک ۱۹ | P    | لاندو نوریس         | ۱۲        | ۶         | ۱۸†       | ۸         | ب.        | ۱۱        | ب.        | ۹         | ۶         | ۱۱        | ب.        | ۹         | ۱۱†       | ۱۰        | ۷         | ۸         |           |           |           |           |           | ۱۰۱*   | چهارم*           |
| ۲۰۱۹ | تیم فرمول یک مک‌لارن | رنو ئی-تک ۱۹ | P    | کارلوس ساینز جونیور | ب.        | ۱۹†       | ۱۴        | ۷         | ۸         | ۶         | ۱۱        | ۶         | ۸         | ۶         | ۵         | ۵         | ب.        | ب.        | ۱۲        | ۶         |           |           |           |           |           | ۱۰۱*   | چهارم*           |

* فصل هنوز در جریان است

† راننده مسابقه را به پایان نرسانده‌است، اما با توجه به اینکه بیش از ۹۰٪ از مجموع مسافت طی شده توسط رانندهٔ پیروز مسابقه را طی کرده‌است، در رده‌بندی پایان مسابقه قرار گرفته‌است.